# Iran Fajr International 2015
Die Iran Fajr International 2015 im Badminton fanden vom 12. bis 15. Februar 2015 in Teheran statt.

## Sieger und Platzierte
| Disziplin    | Gold                        | Silber                             | Bronze                                     |
| ------------ | --------------------------- | ---------------------------------- | ------------------------------------------ |
| Herreneinzel | David Obernosterer          | Milan Ludík                        | Luka Wraber                                |
| Herreneinzel | David Obernosterer          | Milan Ludík                        | Niluka Karunaratne                         |
| Dameneinzel  | Linda Zechiri               | Neslihan Yiğit                     | Natalia Perminova                          |
| Dameneinzel  | Linda Zechiri               | Neslihan Yiğit                     | Kristína Gavnholt                          |
| Herrendoppel | Tai An Khang Hong Kheng Yew | Delos Santos Aries Alvin Morada    | Peter Gabriel Magnaye Paul Jefferson Vivas |
| Herrendoppel | Tai An Khang Hong Kheng Yew | Delos Santos Aries Alvin Morada    | Carlos Antonie Cayanan Paul John Pantig    |
| Damendoppel  | Özge Bayrak Neslihan Yiğit  | Joyce Wai Chi Choong Cheng Wen Yap | Negin Amiripour Soraya Aghaei Hajiagha     |
| Damendoppel  | Özge Bayrak Neslihan Yiğit  | Joyce Wai Chi Choong Cheng Wen Yap | Cemre Fere Ebru Tunalı                     |